# 大分県道681号右田引治線
大分県道681号右田引治線（おおいたけんどう681ごう みぎたひきじせん）は、大分県玖珠郡九重町を通る一般県道である。

## 概要
国道210号と国道387号同士の短絡路であり、JR引治駅や九重町役場へのアクセス路でもある。この道路により、湯布院方面から国道387号に向かう際、国道210号と重複する粟野交差点まで行かずに相互が行き来できる。

### 路線データ
- 起点：大分県玖珠郡九重町大字右田[1]（九重町役場入口交差点、国道210号交点）
- 終点：大分県玖珠郡九重町大字引治[1]（新引治交差点、国道387号交点）

## 路線状況

### 道路施設

#### 橋梁
- 松平橋（玖珠川（鳴子川）、大字右田 - 大字町田）
- 引治跨線橋（JR久大本線、大字町田）
- 新滝の上橋（町田川、大字町田 - 大字引治）

#### トンネル
- 新引治トンネル：延長201 m、1999年（平成11年）竣工、玖珠郡九重町（大字町田）

## 地理

### 通過する自治体
- 玖珠郡九重町

### 交差する道路
| 交差する道路 | 交差する場所 | 交差する場所                |
| ------------ | ------------ | --------------------------- |
| 国道210号    | 大字右田     | 九重町役場入口交差点 / 起点 |
| 国道387号    | 大字引治     | 新引治交差点 / 終点         |

### 交差する鉄道
- 久大本線

### 沿線
- 九重ふるさと館（大字右田）
- 九重町立ここのえ緑陽中学校（大字右田）
- 九重町役場（大字右田）
- JR久大本線 引治駅（大字町田）